# Matthias Rödder
Matthias Rödder (* 20. März 1981 in Wissen) ist ein deutscher Film- und Theaterschauspieler, Schlagersänger und Model.

## Werdegang
Seine Ausbildung machte er an der Schauspielschule Mainz von 2001 bis 2004. Danach ging er in ein festes Engagement ans E.T.A.-Hoffmann-Theater nach Bamberg. Im Fernsehen spielte er die Rolle des Hauptbrandmeisters Kadir Karabulut in der 2008 produzierten Action-Serie 112 – Sie retten dein Leben. 2009 spielte er bei Gute Zeiten, schlechte Zeiten mit. 2018 unterzeichnet Rödder einen Plattenvertrag bei Osnaton Records in Berlin und ist seitdem auch als Schlagersänger unterwegs. Im Oktober 2020 veröffentlicht er sein Debütalbum "Fühlen, Atmen, Brennen." Ein Jahr später, im Oktober 2021, geht Rödder mit seinen Songs auf die Theaterbühne und feiert mit seiner Soloshow "Wenn du durch die Hölle gehst - geh weiter!" Premiere im "Kleinen Theater Bad Godesberg." Rödder arbeitet auch als Model.
2025 spricht Rödder zum ersten Mal ausführlich über seine jahrelange Beziehung mit einem Hochstapler und dem anschließenden Kampf, diesen vor Gericht zu bringen.
Die Sky - Dokumentation "Love Scam - Die Geschichte eines unglaublichen Betrugs" dokumentiert seine Aufdeckung akribisch und setzt sich auch mit den Auswirkungen der emotionalen Tortur auf die Opfer bis zum heutigen Tag auseinander.

## Filmografie (Auswahl)
- 2004: Das Büro
- 2007: Dörte’s Dancing
- 2008: Lindenstraße
- 2008: 112 – Sie retten dein Leben
- 2009: SOKO Stuttgart
- 2009: Gute Zeiten, schlechte Zeiten
- 2009: Aktenzeichen XY
- 2010: Das Haus Anubis
- 2020: Ein Fall für die Erdmännchen

## Theater
- 2003: Gloria von Jaxtberg, Staatstheater Mainz
- 2004: Die Altruisten, E.T.A.-Hoffmann-Theater
- 2004: Harry & Sally, Musical Hauptrolle, E.T.A.-Hoffmann-Theater
- 2005: Das Maß der Dinge, E.T.A.-Hoffmann-Theater
- 2005: Hamlet, Landungsbrücken Frankfurt
- 2006: Hexe Lilli – Das Musical, Kölner Bühne
- 2006–2015: Ohne dich ist es blöd – Soloprogramm
- 2010: Die Bakchen, Hauptrolle Dionysos, Theater Tiefrot, Köln
- 2011: Toms Pleite, Hauptrolle Tom, Grenzlandtheater, Aachen
- 2014: Hast du ein Bild von dir?, Hauptrolle Tom, Grenzlandtheater, Aachen
- 2021: Wenn du durch die Hölle gehst - geh weiter!, Soloprogramm, Kleines Theater Bad Godesberg, Bonn

## Regie
- 2011: Die Leiden des jungen Werther, Grenzlandtheater, Aachen
- 2014: Die Schöne und das Biest, internationale Friedensschule, Köln
- 2015: Die Meisterdetektive, Grenzlandtheater, Aachen

## Musik

### EP
- 2016: Sternschnuppenregen

### Singles
- 2016: Alles dreht sich um dich
- 2017: Liebe Liebe Liebe
- 2018: Lass dein Herz rebellier'n
- 2018: Helden der Nacht
- 2019: Mehr davon
- 2020: Fühlen, Atmen, Brennen
- 2020: Egal mit wem du tanzt
- 2020: Alles in mir will alles von dir
- 2020: Leuchten
- 2021: Das bin ich
- 2021: Ist doch nur Liebe
- 2021: Nochmal
- 2022: Hoffnungsschwimmer
- 2022: Leb um dein Leben
- 2023: Ich will mich verlieben

### Alben
- 2020: Fühlen, Atmen, Brennen